# Acampe
Die Gattung Acampe aus der Familie der Orchideen (Orchidaceae) besteht aus etwa acht Arten. Es sind hauptsächlich epiphytisch wachsende Pflanzen. Sie sind weit in der Paläotropis verbreitet.

## Beschreibung
Das Wachstum von Acampe erfolgt monopodial, die Sprossachse wächst an der Spitze immer weiter und verzweigt sich nur gelegentlich. Im unteren Bereich der Pflanze finden sich wenige dicke, von Velamen umhüllte Wurzeln. Die Blätter sitzen zweizeilig am Spross. Die Blattbasen umfassen den Spross, zwischen Basis und Blattspreite befindet sich ein Trenngewebe. Die Blätter sind ledrig oder fleischig und linealisch geformt. Aus den Blattachseln entspringt der traubige oder wenig verzweigte Blütenstand. Er ist meist kürzer als die Blätter. Die Blüten sind nicht resupiniert, von fleischiger, steifer Konsistenz. Sepalen und Petalen sind gleich gefärbt und ähnlich geformt, die inneren Blütenblätter sind kleiner als die äußeren drei. Die Lippe ist ungelappt oder dreilappig. An ihrer Basis ist sie mit dem Säulenfuß zu einem sackartigen, kurzen Sporn verwachsen. Das Innere und die Öffnung des Sporns sind bei einigen Arten behaart. Die Säule ist kurz und dick. An ihrem Ende befindet sich das Staubblatt mit vier ungleich großen Pollinien. Je ein großes und kleines Pollinium sind über ein Stielchen (Stipes) mit der Klebscheibe (Viscidium) verbunden. Die Narbe ist eine leicht eingesenkte, quer zur Säulenachse angeordnete Fläche, durch ein kurzes, leicht hervorstehendes Trenngewebe (Rostellum) vom Staubblatt getrennt.

## Verbreitung
Die Gattung Acampe hat eine weite Verbreitung in der Paläotropis. Sie ist in Afrika und Madagaskar mit der Art Acampe pachyglossa vertreten. In Asien reicht das Areal von Indien über das südostasiatische Festland bis nach Malaysia und auf die Philippinen.

## Systematik und Botanische Geschichte
John Lindley stellte die Gattung Acampe 1853 mit der Art Acampe cephalotes auf.
Eine Untersuchung der Verwandtschaftsverhältnisse innerhalb der Tribus Vandeae ergab als nahe Verwandte die Gattungen Staurochilus, Gastrochilus und Haraella. Weitere verwandte Gattungen werden in der Subtribus Aeridinae zusammengefasst.
Folgende Arten sind bekannt:
- Acampe carinata (Griff.) Panigrahi: Sie kommt von Indien und vom Himalaja bis Hainan vor.[2]
- Acampe cephalotes Lindl.: Sie kommt von Assam bis zum nördlichen Bangladesch vor.[2]
- Acampe hulae Telepova: Die 2009 erstbeschriebene Art kommt in Kambodscha und Laos vor.[2]
- Acampe joiceyana (J.J.Sm.) Seidenf.: Sie kommt in Thailand, Myanmar und Vietnam vor.[2]
- Acampe ochracea (Lindl.) Hochr.: Sie kommt von Indien bis China und Indochina vor.[2]
- Acampe pachyglossa Rchb.f.: Sie kommt vom südlichen Somalia bis ins nordöstliche KwaZulu-Natal und auf Inseln im westlichen Indischen Ozean vor.[2]
- Acampe praemorsa (Roxb.) Blatt. & McCann: Sie kommt im tropischen und subtropischen Asien vor. Es gibt zwei Varietäten:[2]
  - Acampe praemorsa var. longepedunculata (Trimen) Govaerts (Syn.: Acampe rigida (Buchanan-Hamilton ex J.E.Smith) P.F.Hunt): Sie kommt im tropischen und subtropischen Asien vor.
  - Acampe praemorsa var. praemorsa: Sie kommt vom indischen Subkontinent bis Myanmar vor.[2]

## Intergenerische Hybriden
Folgende intergenerische Hybriden mit Acampe werden bei der Royal Horticultural Society gelistet
- ×Acampodorum (Acampe × Armodorum)
- ×Acampostylis (Acampe × Rhynchostylis)
- ×Aracampe (Acampe × Arachnis)
- ×Vancampe (Acampe × Vanda)